# Serang Jaya Hilir
Serang Jaya Hilir is een bestuurslaag in het regentschap Langkat van de provincie Noord-Sumatra, Indonesië. Serang Jaya Hilir telt 1499 inwoners (volkstelling 2010).